# إلى أين يسير العالم
"إلى أين يسير العالم" هو كتاب من تأليف إدغار موران ترجمه إلى اللغة العربية: أحمد العلمي عن الكتاب الأصلي "Où va le monde" عن دار النشر "ليرن"، و صدر في نسخته العربية عن دار النشر: الدار العربية للعلوم ناشرون، وقدمه فرانسوا ليوني، والذي اعتبرأن هدف الكتاب: هو إعادة ربط ما شتتته علوم الإنسان والعلوم الكلاسيكية بعدما ساهمت التمثلات التقليدية للإنسان في تجزيئه وتقسيمه، مناقضا أطروحة كلود ليفي ستراوس الذي اعتبر أن هدف علوم الإنسان ليس هو الكشف عن الإنسان، بل تفكيكه.

## محتويات الكتاب
- ترابط الماضي والحاضر والمستقبل
- قرن الأزمات القرن في أزمة
- تقهقر داخل التقدم وتقدم التقهقر
- المستقبل الضائع
- أزمة الإنسانية
- العصر الحديدي الكوكبي
- فرضية الهيمنة وأوروب
- الاحتضار
- ولادة جديدة وثورة
- ليل و ضباب
- سفاد الحيتان
- أوقفوا الموت الكبير
- العنف المجنون
- ما بعد العنف
- المقاومة و التغيير
- الترحل
- البذر التحاب

## ملخص الكتاب
ترابط الماضي والحاضر والمستقبل
يؤكد ادغار موران خطأ الفكر التقنو- بيروقراطي حول امكانية التنبؤ بالمستقبل ، بعدما اعتقد أصحابه أن الماضي و الحاضر أصبحا معلومان بفضل تصور العلم والتقنية  واضعين تصورا تبسيطيا للصيرورة التاريخية. والحال أن المستقبل يتولد من الحاضر، ومعنى ذلك أن الصعوبة الأولى للتفكير في المستقبل هي صعوبة التفكير في الحاضر. فلابد حسب الكاتب من  محاولة النظر في حلقة الماضي و الحاضر و المستقبل بامتلاك معنى البعد المركب الذاتي للتطور التاريخي.
قرن الأزمات القرن في أزمة
هناك نظرتان متناقضتان حسب الكاتب نظرة لا ترى سوى التطورات التقنية و الاقتصادية....ذات الطابع الاستهلاكي و الحضاري و هي المهيمنة. و النظرة الثانية هي التي ترى تصاعد الهمجية و نموذجها الحربين الكبيرتين اللتين شهدهما القرن العشرين والفاشية ...، و حسب الكاتب لابد من الإنتباه الى الازمة التي أصبحت هي نمط وجود المجتمعات الحالية. و هي أزمة بين الكاتب مظاهرها في العالم الغربي الذي تهيمن عليه الولايات المتحدة الأمريكية و العالم الشرقي الذي كان يهيمن عليه الاتحاد السوفيتي سابقا ، وهي الازمة التي تعيشها دوى العالم الثالث و التي تعيش التخلف الناتج الذي لا ينتج عن التأخر فقط بل ايضا جراء عملية إنشاء عنيفة لنموذج غربي للتقدم خارج الشروط التاريخية والثقافية، والتقنية التي كانت تنتمي إلى التقدم الغربي.
تقهقر داخل التقدم وتقدم التقهقر
كل تقدم حسب تحليل الكاتب هو فهو تقدم جزئي، ومحلي، ومؤقت، و التقنية بسبب كونها تحت رقابة وتوجيه وتنظيم سلطات الدول والإمبراطوريات تكون بالأساس في خدمة الاستعباد والموت وهي بإمكانها من الآن إبادة الإنسانية، في حين أن وعودها الجميلة والمحررة تتلاشى وتنمحي في الأفق. كما أن المغلاة في التخصص التي تطبع عملية تعلم العلوم العلوم تؤدي حجب إمكانية  الرؤية التي تحدث بين مجالات العلوم . لذا ينبغي النظر الى فكرة التقدم باعتبارها فكرة مركبة.

## اقتباسات
- تدور رحى المعركة اليوم على صعيد الفكر.
- التطور مهما كان سواء كان بيولوجيا، أو سوسيولوجيًا أو سياسيًا، لا يكون أبدًا مباشرًا أو منتظما. والتاريخ لا يتقدم بكثافة مثل نهر. إنه يولد براعم بشكل هامشي، ويتبلور بشكل انحرافي.
- كيف استطاع البعض الاعتقاد أننا فوق قشرة الغرب هذه الرقيقة والضعيفة، والمحلية، والمؤقتة نمارس البناء فوق سطح صخري صلب؟.
- إن كلا من الشرق والغرب تنخرهما عوامل مأزومة والعالم الثالث الذي ظهر إلى الوجود بفعل حركة الاستقلال، يزداد تخلفه عمقا.
- لكن هذا التقدم ذاته الذي يتحقق في داخل هذه المناطق الصناعية المتقدمة، لا ينتج فقط البحبوحة والعيش السعيد؛ إنه ينتج بشكل متزايد الضيق والضجر ، لا فقط على شكل ضجيج وتلوث تقنو - كرونوميتري - بيروقراطي يجثم على حياة كل فرد، لكن أيضًا على شكل فقر سيكولوجي، وأخلاقي وعقلي، لحياة الملايين من سكان المدن في الغرب والمستسلمين لأنانيتهم الفردانية، ولتشنجهم بخصوص ...المال.
- بإمكاننا القول إن الأشكال الجديدة للوحشية، المترتبة على حضارتنا لم تفشل في تقليص الأشكال القديمة للبربرية، بل إنها أيقظتها واقترنت بها.
- إن الأمر الذي ينبغي الخوف منه، ليس هو انفجار داخلي مفاجئ للحضارة ... وليس فقط ظهور الوحشية الكامنة في حضارتنا، إنه التحالف بين الوحشية الخارجية والوحشية الداخلية والاقتران بينهما.

## أنظر أيضًا
- إدغار موران
- المعارف السبع الضرورية لتربية المستقبل